# شهرستان جرژونگوف
شهرستان جرژونگوف (لهستانی: powiat dzierżoniowski) واحدی از اداره سرزمینی و حکومت محلی (powiat) در Voivodeship Silesian پایین در جنوب غربی لهستان است. در 1 ژانویه 1999، در نتیجه اصلاحات دولت محلی لهستان که در سال 1998 تصویب شد، به وجود آمد. مقر اداری آن شهر Dzierżoniów است و همچنین شامل چهار شهر دیگر است: Bielawa، Niemcza، Pieszyce و Piława Górna. مساحت این شهرستان 478.3 کیلومتر مربع (184.7 مایل مربع) است.
در سال 2019 جمعیت کل شهرستان 101118 نفر است.